# Manuel Gudiño
Manuel Gudiño Díaz fue un político mexicano, miembro del Partido Revolucionario Institucional que fue gobernador de Colima. Nació en la ciudad de Colima el 25 de noviembre de 1897. Se tituló de abogado y en Colima desempeñó varios cargos públicos. Fue diputado federal en la XXXVIII Legislatura del Congreso de la Unión de México y gobernador de 1943 a 1949. Con él se inició el despegue del estado de Colima en educación, comunicaciones y electrificación. El 11 de octubre de 1944, siendo Manuel Gudiño gobernador, se fundó el Ateneo Colimense de Ciencias y Artes, presidido por el Ing. J. Trinidad Gudiño y como secretario el Profr. José S. Benítez. Cuando era presidente del Supremo Tribunal de Justicia del Estado de Colima, falleció a los 72 años de edad el 11 de octubre de 1971, a causa de un accidente automovilístico. 